# عبد الوهاب زنير
عبد الوهاب زنير  (1950 الجزائر) هو لاعب كرة قدم جزائري.

## روابط خارجية
- عبد الوهاب زنير على موقع الاتحاد الدولي (مؤرشف)  (الإنجليزية)
- عبد الوهاب زنير على موقع ناشيونال فوتبول تيمز (الإنجليزية)